# Paspalidium caespitosum
Paspalidium caespitosum är en gräsart som beskrevs av Charles Edward Hubbard. Paspalidium caespitosum ingår i släktet Paspalidium och familjen gräs. Inga underarter finns listade i Catalogue of Life.